# Каратеодори, Стефан
Стефан Каратеодо́ри (1789—1867) — турецкий врач.
Обучался в Кидонии, затем некоторое время жил на родине в Адрианополе. В 1809 году отправился в Италию, записался в Пизанский университет, где изучал естественные науки и математику, позже обратился к медицине и в 1819 году получил степень доктора.
В Адрианополе в 1819 году он взял на себя управление местным училищем, которое преобразовал в гимназию; в 1824 году оставил школу, в которой сам был и преподавателем, и переселился в Константинополь, где с 1827 года был сначала лейб-медиком Махмуда II, а с 1828 по 1861 год — у Абдул-Меджида. Здесь он основал Императорское медицинское училище, в котором на французском и турецком языках читал зоологию и ботанику в течение четырнадцати лет.